# Kjellerups kommun
Kjellerups kommun var en kommun i Viborg amt i Danmark. Den ingår sedan 2007 i Silkeborgs kommun.